# Église de Jurva
L'église de Jurva (finnois : Jurvan kirkko) est une église luthérienne  située dans le quartier de Jurva à Kurikka en Finlande. 

## Galerie

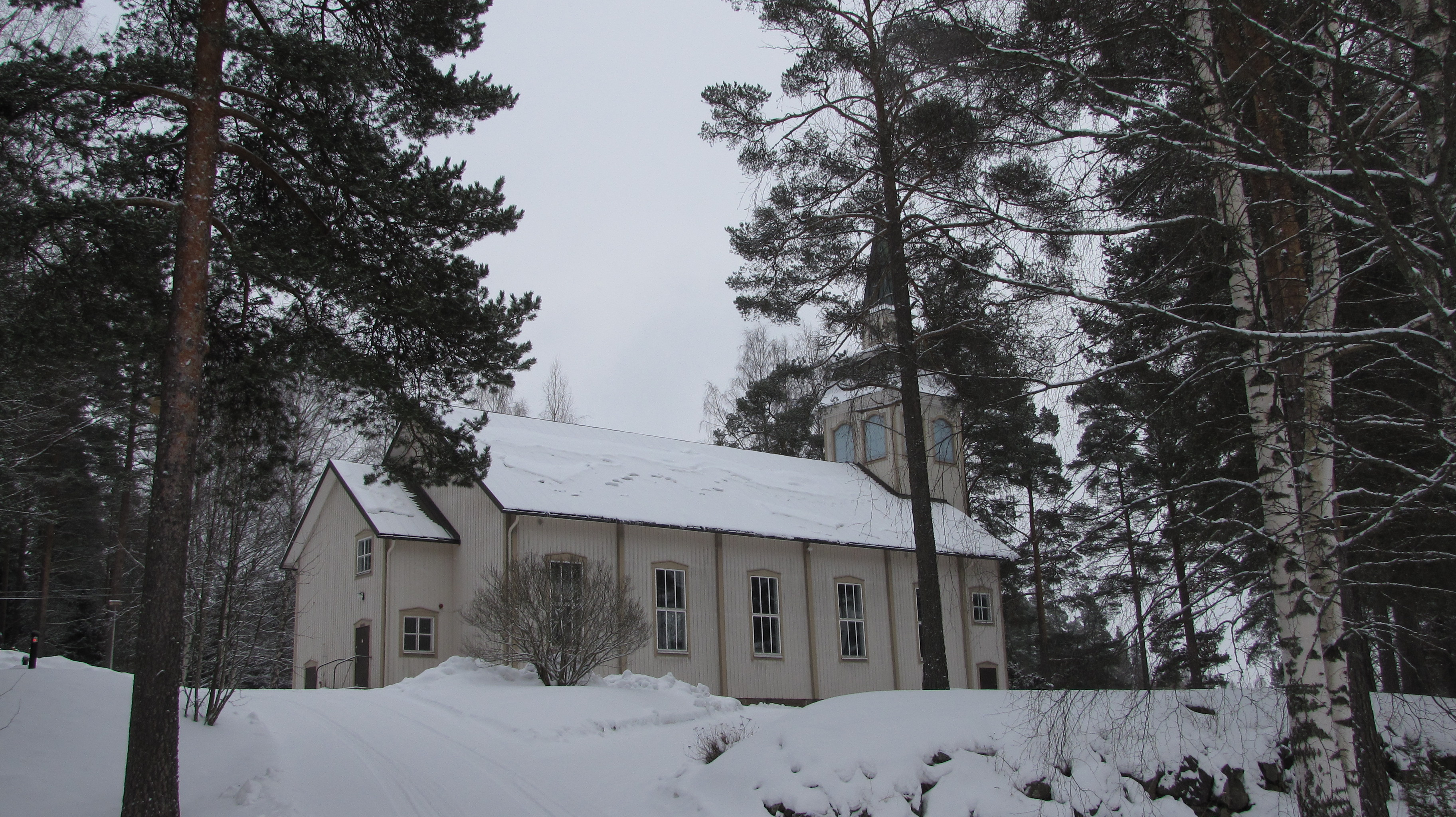